# Les Culottes de fer
Les Culottes de fer est la dix-septième histoire de la série Natacha de Mittéï, Laudec et François Walthéry. Elle est publiée pour la première fois du no 2515 au no 2519 du journal Spirou.

## Résumé
Cette aventure est en fait la suite du Grand Pari : alors qu'ils se remettent de leur aventure sur l'Île d'outre-monde, Natacha et Walter se racontent une aventure que leurs grands-parents respectifs ont vécu ensemble lorsque le grand-père de Walter (lui aussi nommé Walter), ayant parié avec son patron qu'il pourrait faire le tour du monde en 40 jours en avion, embarque de force et par accident la grand-mère de Natacha (elle aussi, nommée Natacha). Mais pour un tour du monde en solitaire, c'est raté: non seulement il a désormais Natacha en copilote, il découvre également un petit barbu teigneux qui avait embarqué comme passager clandestin. Entre les escales imprévues, les tempêtes, la charge supplémentaire et les soucis de ravitaillement, ce sera un miracle si le Fokker F.VII, enjeu du pari de Walter, arrive en un seul morceau...

## Personnages
Natacha (avec les cheveux longs) et Walter (avec un plâtre, mais pas de barbe) comme narrateurs, et... Natacha et Walter, leurs grands-parents respectifs.
On retrouve également le patron de Walter (senior), un peu plus tôt que prévu.

### Documentation
- « Quelques vérités sur François Walthéry », dans Natacha t. 4 : Passeport pour l'enfer, Dupuis, 2010 (ISBN 978-2-8001-4706-2), p. 3-18.